# Мавлонов, Акмалхужа Юсупович
Акмалхужа Юсупович Мавлонов (узб. Akmalxuja Mavlonov; родился в 1975 году) — узбекский государственный деятель, с 18 ноября 2021 года председатель Государственного таможенного комитета Узбекистана, генерал-майор таможенной службы.

## Биография
В 2002 году окончил Ташкентский государственный юридический институт. В том же году приступил к работе в прокуратуре Давлатабадского района города Наманган, а позже занимал различные должности в органах прокуратуры Наманганской области. С 2006 года работал прокурором, старшим прокурором управления Генеральной прокуратуры, затем прокурором Маргеланского района, первым заместителем прокурора Сырдарьинской области и прокурором Хорезмской области.
С 25 февраля 2018 года назначен начальником Департамента по борьбе с налоговыми, валютными преступлениями и легализацией преступных доходов Генеральной прокуратуры Узбекистана, позднее начальник Департамента по борьбе с экономическими преступлениями при Генеральной прокуратуре Узбекистана. С августа 2018 года по июль.2019 года занимал должность заместителя генерального прокурора Узбекистана. В июле 2019 года назначен прокурором Наманганской области. В ноябре 2020 года снова занял должность заместителя генерального прокурора.
18 ноября 2021 года указом президента Узбекистана назначен председателем Государственного таможенного комитета Узбекистана и присвоено звание генерал-майор таможенной службы.
В 2024 году награждён орденом «Дустлик».